# Alain Souchon en public
Albums de Alain Souchon
Rame
(1980) On avance
(1983)
Alain Souchon en public est le premier album en public d'Alain Souchon enregistré à l'Olympia de Paris et sorti en 1981.
Il a été édité sous forme d'un double vinyle (ou d'un cassette longue-durée).

## Titres
Face A :
| No | Titre                           | Durée |
| -- | ------------------------------- | ----- |
| 1. | Intro-musicale                  | 1:54  |
| 2. | On s'ennuie                     | 1:46  |
| 3. | Marchand de sirop               | 3:35  |
| 4. | J'ai perdu tout ce que j'aimais | 2:44  |
| 5. | Bidon                           | 2:50  |
| 6. | J'ai dix ans                    | 2:48  |
| 7. | Y'a d'la rumba dans l'air       | 3:38  |

Face B :
| No | Titre                      | Durée |
| -- | -------------------------- | ----- |
| 1. | Jonasz                     | 1:35  |
| 2. | 18 ans que je t'ai à l'œil | 3:25  |
| 3. | S'asseoir par terre        | 3:25  |
| 4. | Le dégoût                  | 3:10  |
| 5. | Allô maman bobo            | 3:50  |
| 6. | Poulaillers' Song          | 2:30  |
| 7. | Frenchy bébé blues         | 3:00  |

Face C :
| No | Titre                                  | Durée |
| -- | -------------------------------------- | ----- |
| 1. | L'Amour en fuite                       | 3:20  |
| 2. | Courrier                               | 2:55  |
| 3. | Papa mambo                             | 3:40  |
| 4. | Karin Redinger (avec Laurent Voulzy)   | 2:45  |
| 5. | Somerset Maugham (avec Laurent Voulzy) | 4:06  |
| 6. | Jamais content                         | 3:15  |

Face D :
| No | Titre                   | Durée |
| -- | ----------------------- | ----- |
| 1. | Manivelle               | 2:50  |
| 2. | Petit                   | 2:45  |
| 3. | On s'aime pas           | 4:20  |
| 4. | Rame                    | 4:40  |
| 5. | La P'tite Bill          | 2:30  |
| 6. | Le Bagad de Lann-Bihoué | 5:15  |